# Tunel kolejowy w Kownie
Tunel kolejowy w Kownie (lit. Kauno geležinkelio tunelis) – jeden z dwóch tuneli kolejowych istniejących na Litwie i jedyny tunel kolejowy czynny w państwach bałtyckich. Pociągi pasażerskie kursują między Wilnem a Kownem. Długość tunelu wynosi 1285 metrów, jego wysokość wynosi 6,6 metra a szerokość – 8,8 metra. Tunel został włączony do rejestru obiektów dziedzictwa kulturowego Republiki Litewskiej w 1996 roku.

## Powody powstania
Po porażce Imperium Rosyjskiego w wojnie krymskiej wzrosło znaczenie taktycznego wykorzystania nowoczesnych wynalazków, a zwłaszcza kolei. W lutym 1851 roku carski rząd Rosji podjął decyzję o budowie linii kolejowej Sankt Petersburg – Warszawa o długości około 1250 kilometrów. Rząd Prus zwrócił się do Rosji z prośbą o pozwolenie na rozpoczęcie budowy linii kolejowej z Wierzbołowa, która znajdowała się w pobliżu jej granicy, w kierunku Landwarowa przez Kowno, jednakowoż teren wokół centrum Kowna jest pagórkowaty i niekorzystny dla bezpośredniego przejazdu koleją. Głównymi i najbardziej skomplikowanymi obiektami do budowy był tunel i największy w Litwie most kolejowy nad Niemnem. Budowa tunelu rozpoczęła się 15 maja 1859, a budowa mostu rozpoczęła się nieco wcześniej – pod koniec kwietnia 1859.

## Budowa
Tunel kolejowy w Kownie został wybudowany w latach 1859–1861. Budowę przejął francuski inżynier o nazwisku Perrot, a także polski inżynier Stanisław Kierbedź. Do prac budowlanych zatrudniono firmę Ernesta Goüin z Paryża. Tunel został wykopany z obu stron na 30-metrowym wzgórzu, pod dzielnicą mieszkalną Šančiai w Kownie. Średnica tunelu ma kształt podkowy. Górna część została wykonana z cegły, dolna część, która służy jako piwnica, wykonana jest z kamieni granitowych. Ernest Goüin wybudował również dwie cegielnie na obszarach Šančiai i Petrašiūnai, ponieważ do budowy łuków tuneli i innych konstrukcji potrzebna była szczególnie dobra jakość cegieł. Lato 1860 roku było deszczowe, dlatego wiele wyprodukowanych cegieł okazało się wadliwych. Aby kontynuować budowę, cegły były kupowane i dostarczane z Holandii i Niemiec. Budowa tunelu zakończyła się 15 listopada 1861 r. Eksploatacja mostu kolejowego nad Niemnem rozpoczęła się 4 lutego 1862 r. Tunel rozpoczął działalność wiosną 1862 r.

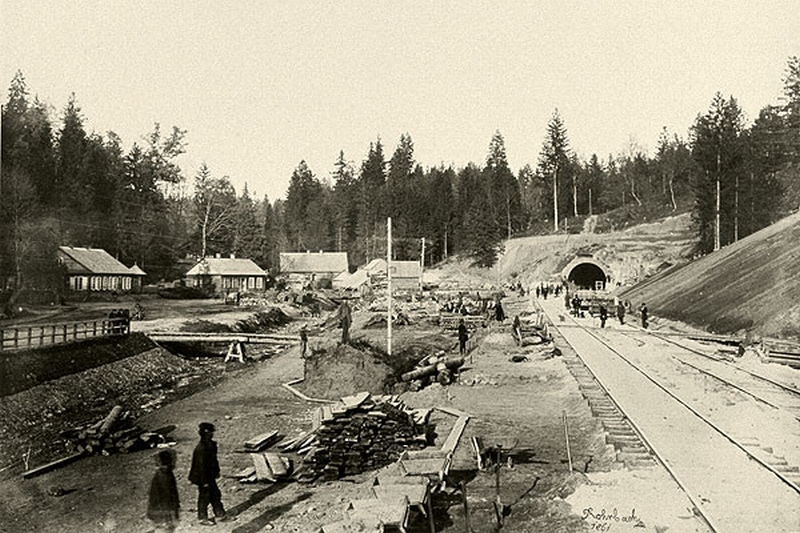
Początki budowy tunelu (ok. 1859)

## Użytkowanie

### Wojenna historia tunelu
Tunel został otwarty w 1862 roku. Tunel w Kownie został zbombardowany przez wycofujące się siły zbrojne Niemiec w dniu 30 lipca 1944 r. Największy wybuch zdeformował odcinek tunelu o długości 100 metrów. Armia radziecka przebudowała tunel w półtora miesiąca później w 1944 r. Eksplozje zmieniły stan hydrologiczny tunelu. Woda zaczęła deformować tunel w latach 1947–1948. Drobna przebudowa została przeprowadzona w 1949 roku.

### Przebudowy
W 1963 roku doszło do wypadku kolejowego w tunelu. Postanowiono zdemontować jeden tor kolejowy w 1964 roku. Lokomotywy pasażerskie zostały całkowicie zastąpione lokomotywami elektrycznymi w 1975 roku. Ostatnie naprawy w tunelu przeprowadzone zostały w 1972 r. Ruch kolejowy nie był bezpieczny ze względu na istniejący stan awaryjny tunelu, w związku z czym prędkość ruchu ograniczono do 40 km/h. W latach 2002–2003 duńska firma Niras wykonała wniosek do Unii Europejskiej o dofinansowanie remontu. Pomoc została udzielona zgodnie z wnioskami wyciągniętymi przez tę firmę. Projekt przebudowy tunelu rozpoczął się w 2007 r.

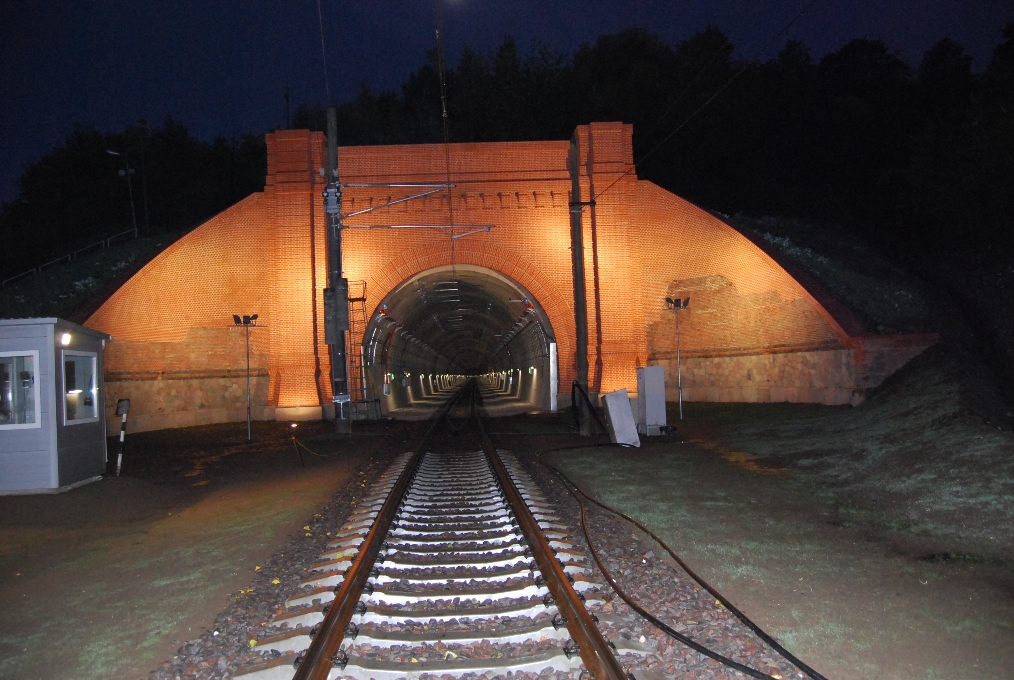
Widok na wjazd do tunelu po rekonstrukcji (2009)

Tunel przebudowano w latach 2008–2009. Ruch kolejowy został zamknięty 1 lutego 2008, a ruch pasażerski z Wilna przez Kowno został skierowany z centralnego dworca kolejowego w Kownie do małej stacji w Petrašiūnai. Żelbet został zainstalowany w jego sklepieniach i ścianach, jego portale zostały przebudowane, a drenaż został ulepszony. Przebudowa obejmowała również zainstalowanie oświetlenia w tunelu, dostarczenie czujników dymu i wody wraz z systemem sygnalizacji przeciwpożarowej połączonym z centralną jednostką sterującą. Prócz tego zainstalowano urządzenia gaśnicze. Rury zbudowane pod tunelem są natychmiast wypełnione 35 metrami sześciennymi wody, którą następnie spryskuje się specjalnymi tryskaczami, które rozmieszczono w tunelu. Uzupełnia go skuteczny system monitorowania zagrożeń. Nowy system komunikacji umożliwia wezwanie pomocy w nagłych wypadkach. Tunel został hucznie otwarty po zasadniczej przebudowie w dniu 17 listopada 2009 r. Po remoncie limit prędkości ruchu w tunelu został zwiększony do 83 km/h.